# Tonight, Tonight, Tonight (Beat Crusaders)
Tonight, Tonight, Tonight è un singolo del gruppo musicale giapponese Beat Crusaders, pubblicato il 6 settembre 2006.

## Promozione
Il brano è stato utilizzato come quarta sigla dell'anime Bleach, dal settantacinquesimo al novantasettesimo episodio.

## Successo commerciale
Il singolo è arrivato alla settima posizione della classifica Oricon dei singoli più venduti in Giappone.

## Tracce
CD Singolo DFCL-1314
1. Tonight, Tonight, Tonight
2. I Wanna Go To Disko
3. E.C.D.T.
4. Everybody Hates My Guitar Sound

## Classifiche
| Classifica (2006) | Posizione più alta |
| ----------------- | ------------------ |
| Giappone (Oricon) | 7                  |